# شهرستان جله‌زین
شهرستان جله‌زین (قزاقی: Железин ауданы، جەلەزين اۋدانى) یکی از شهرستان‌های استان پاولودار در کشور قزاقستان است. جمعیت این شهرستان ۱۶۹۰۷ نفر است.